# Elsinoë
Elsinoë Racib.  – rodzaj rodzaj grzybów z klasy Dothideomycetes. Grzyby mikroskopijne, saprotrofy i pasożyty roślin. Większość gatunków występuje na obszarach o klimacie tropikalnym. 2 gatunki występujące w Polsce powodują takie choroby roślin uprawnych, jak antraknoza róży i antraknoza maliny i jeżyny. 

## Systematyka i nazewnictwo
Pozycja w klasyfikacji według Index Fungorum: Elsinoaceae, Myriangiales, Dothideomycetidae, Dothideomycetes, Pezizomycotina, Ascomycota, Fungi.
Synonimy: Bitancourtia Thirum. & Jenkins, 
Isotexis Syd., 
Kurosawaia Hara, 
Manginia Viala & Pacottet, 
Melanobasidium Maubl., 
Melanobasis Clem. & Shear, 
Melanodochium Syd., 
Melanophora Arx, 
Plectodiscella Woron., 
Sphaceloma de Bary, 
Uleomycina Petr. 

## Niektóre gatunki
- Elsinoë phaseoli Jenkins 1933
- Elsinoë rosarum Jenkins & Bitanc. 1957
- Elsinoë veneta (Burkh.) Jenkins 1932

Nazwy naukowe na podstawie Index Fungorum.